# Stroh
Stroh je značka alkoholického nápoje s rumovým aroma, který je vyráběn v Rakousku od roku 1832. Pojmenován je podle zakladatele značky, kterým byl Sebastian Stroh.
Obsahuje vysoký podíl alkoholu a prodává se ve třech verzích
- Stroh 80 (80 % alkoholu)
- Stroh 60 (60 % alkoholu)
- Stroh 40 (40 % alkoholu)

Stroh 80 Original se kvůli vysokému obsahu alkoholu pije zřídka čistý, častěji se ředí, přidává do horkých nápojů jako je punč či Jagertee. Pro svou hořlavost je také součástí různých koktejlů, jako je například nepravá B-52. Využití nachází i při přípravě jídel.